# Keuschheitsgürtel

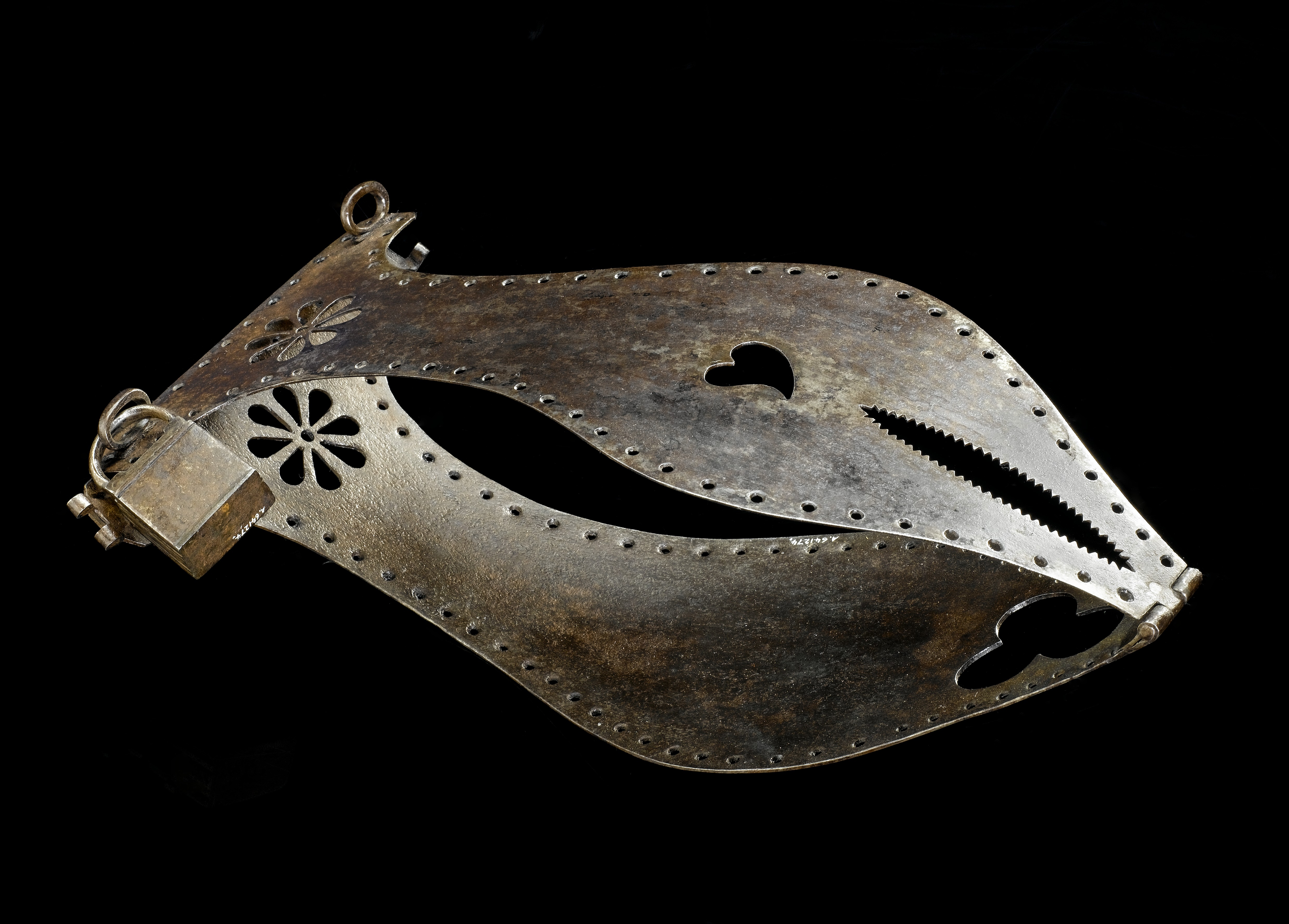
Europäischer Keuschheitsgürtel aus Eisen, 16. Jahrhundert

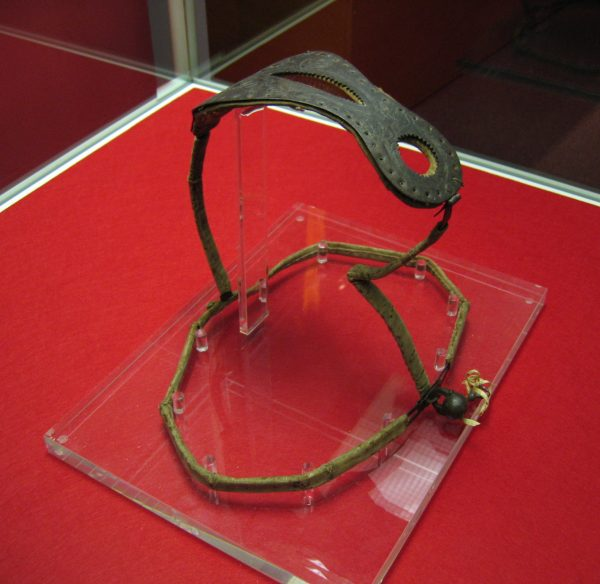
„historischer“ Keuschheitsgürtel

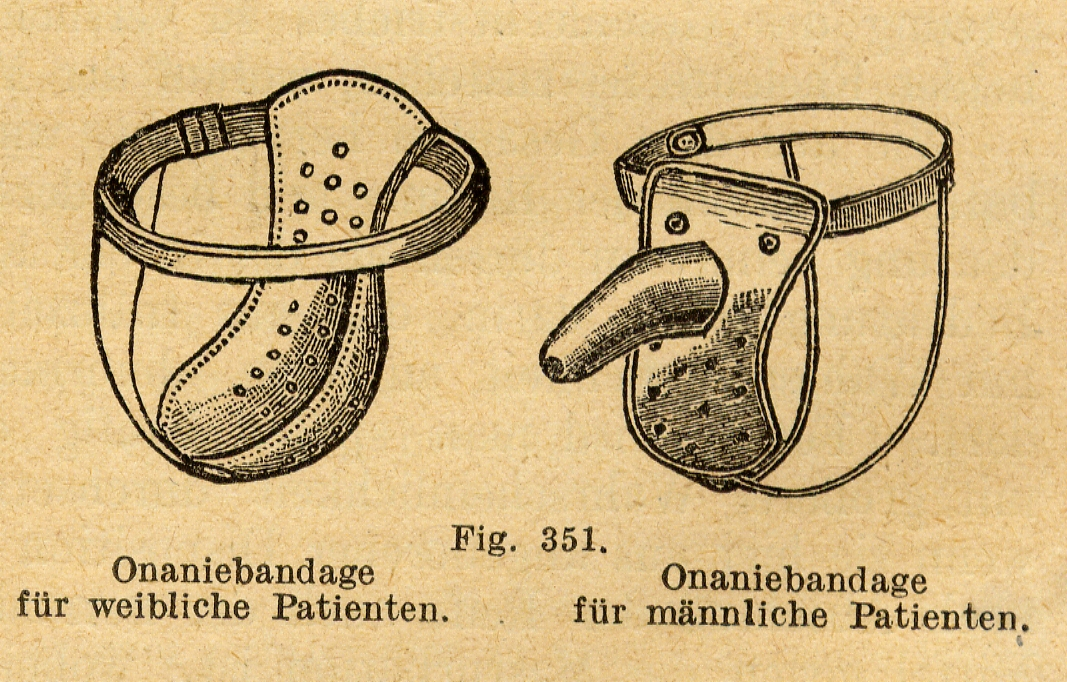
Keuschheitsgürtel zur Verhinderung von Masturbation, Handbuch der Sexualwissenschaften von 1921

Ein Keuschheitsgürtel oder Florentiner Gürtel ist ein Instrument, von dem unter Historikern umstritten ist, ob es zum Teilentzug der Selbstkontrolle, zur Prävention von Vergewaltigung, als Sexspielzeug, als Druckmittel oder zur Garantie von Abstinenz erfunden wurde.
Heutige Varianten finden vor allem bei BDSM-Praktiken Anwendung und dienen dazu den Geschlechtsverkehr beziehungsweise die Masturbation des Trägers oder der Trägerin zu verhindern. Die typische Konstruktion besteht aus einem Stahlgürtel um die Taille in Verbindung mit einem Stahlband durch den Schritt und einem Schloss oder Peniskäfigen für die Anwendung beim Mann.

## Geschichte und Theorien zur Verwendung

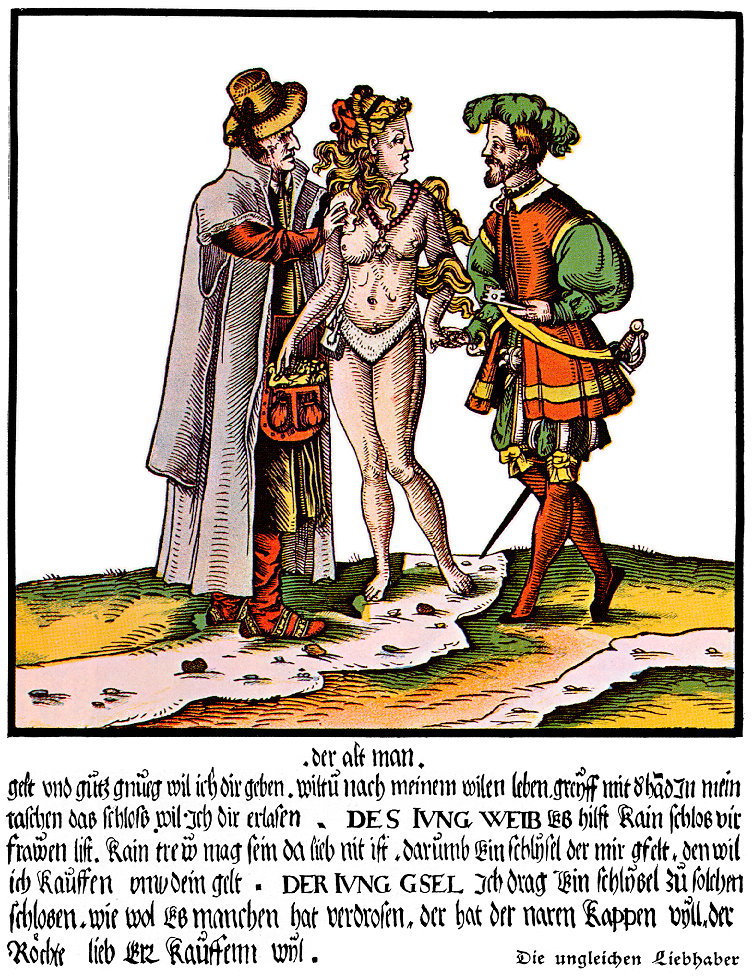
Satirischer Holzschnitt aus dem 16. Jahrhundert, der darauf abzielt, dass bei einem alten hässlichen Ehemann auch ein Keuschheitsgürtel nicht vor Untreue schützt.

Historiker sind sich nicht einig, was die Verbreitung und die Anwendungsbereiche von Keuschheitsgürteln betrifft und ihr ursprünglicher Hauptzweck ist noch immer umstritten.
In der Zeit der italienischen Frührenaissance, wurde um 1400 in Padua ein Keuschheitsgürtel erwähnt. Ob dieser in erster Linie die Enthaltsamkeit der Ehefrau bei Abwesenheit des Mannes gewährleisten sollte, ist ungewiss. Man vermutet eher, dass es sich auch um ein Sexspielzeug handelte oder der Keuschheitsgürtel als Straf- und Folterwerkzeug verwendet wurde. Um 1500 soll der Keuschheitsgürtel eingeführt oder sogar in Massen produziert worden sein.(Beleg fehlt)
Eine plausiblere Erklärung wäre jedoch, dass der Keuschheitsgürtel (ähnlich wie ein Rape-aXe) dem präventiven Schutz vor Vergewaltigung diente. Der Keuschheitsgürtel kam gemäß dieser Theorie bei Raubzügen oder Überfällen durch Feinde zum Einsatz und wurde von Frauen, die sich schützen wollten, präventiv angelegt.
Der Vermutung, dass der Keuschheitsgürtel die Enthaltsamkeit der Frau über einen langen Zeitraum gewährleisten sollte, etwa während der Mann auf Kreuzzügen unterwegs war, widersprechen hygienische Erkenntnisse, da die Materialien der damaligen Zeit die Haut wund scheuerten und durch die ungenaue anatomische Anpassung sich Urin und Menstruationsblut im Gürtel hätten sammeln können. Dies hätte zu schmerzhaften Infektionen der Haut beziehungsweise der Scheide geführt, was in früheren Zeiten wegen der geringen medizinischen Möglichkeiten lebensgefährlich gewesen wäre. Auch parasitär hervorgerufene Erkrankungen, wie z. B. die Krätze, wären bei einem dauerhaften Tragen wahrscheinlicher geworden.
Es gibt keinen eindeutigen Beleg dafür, dass der Keuschheitsgürtel bereits im Mittelalter bekannt war. Man vermutet, dass es sich um einen Mythos handelt, der in der Barockzeit erfunden und verbreitet wurde, um das Bild des „finsteren Mittelalters“ zu zeichnen. Andere Geschichten erzählen, der Keuschheitsgürtel sei von den Dogen Venedigs erfunden worden, um fällige Steuerschulden bei Prostituierten wirksam eintreiben zu können.
Anton Pachinger, ein österreichischer Sammler von Antiquitäten, behauptete, 1889 einen Leder-Eisen-Gürtel auf einem Friedhof an einem Skelett einer jungen Frau gefunden zu haben; das Fundstück ist verlorengegangen und die Authentizität kann heute nicht nachgewiesen werden. Die gelegentlich in Museen gezeigten angeblich mittelalterlichen Exponate haben sich alle als Produkte aus dem 19. Jahrhundert erwiesen. Diese wurden unter anderem in England von Dienstmädchen zum Schutz vor Vergewaltigungen getragen.
Aus dem 19. Jahrhundert und 20. Jahrhundert sind sogenannte Onaniebandagen bekannt, die zur Anwendung bei Kindern und Jugendlichen bestimmt waren und die zur damaligen Zeit als krankhaft angesehene Masturbation verhindern sollten.

## Gegenwart
Heute ist der Keuschheitsgürtel eher als Utensil bei erotischen Rollenspielen, besonders im BDSM-Bereich, von Bedeutung. Er wird aus modernen Werkstoffen wie Acryl oder Silikon, aber auch aus Leder oder aus rostfreiem Stahl hergestellt. Er kann sich bei Maßanfertigungen vieler Hersteller der Anatomie des Trägers millimetergenau anpassen. Spezielle Polsterungen und penible Intimhygiene sind unbedingt nötig, um bei längerem Tragen Gesundheitsschäden (Wundreiben, Dekubitus, Infektionen) möglichst gering zu halten. Manche Keuschheitsgürtel haben die Möglichkeit, einen Dildo anzuschrauben, der dann vom Körper absteht wie ein erigierter Penis.

### Sicherheitsprobleme bei Keuschheitsgürtel
Hacker können sich Zugriff auf die Steuerung eines elektronischen Keuschheitsgürtels verschaffen und damit die Opfer erpressen. Dass die Möglichkeit der Notfallentsperrung bei Keuschheitsvorrichtungen normalerweise nicht vorgesehen ist, kann zum Problem werden, wenn die Entriegelung wegen Sicherheitslücken nicht mehr von den Nutzern kontrolliert werden kann. Elektronisch gesteuerte Keuschheitsgürtel gehören zu den Sexspielzeugen, die seit 2016 wegen Sicherheitsproblemen, die eine externe Steuerung ermöglichen und/oder dem laxen Umgang mit sensiblen Nutzerdaten kritisiert werden.

### Moderne Modelle

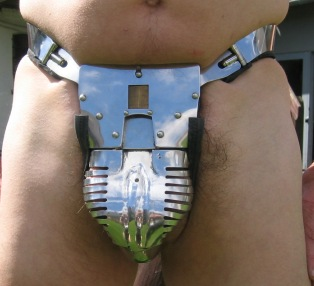
Moderner Keuschheitsgürtel für Männer
Loyalty Chastity Belt (LCBP) – Piercing durch Eichel und Penisvorhaut
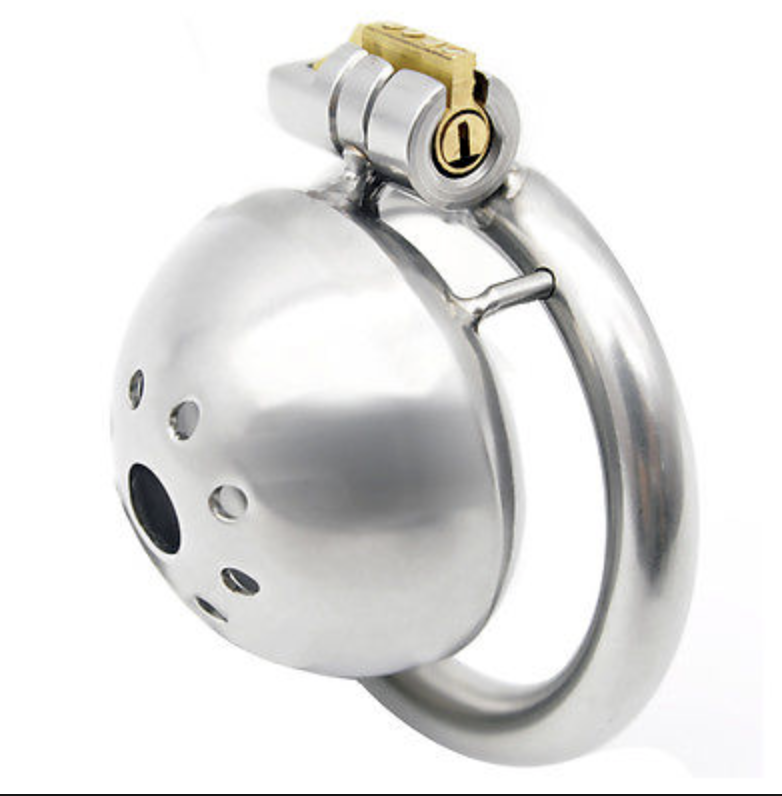
Der sogenannte Mikrokäfig stellt eine Extremform des Keuschheitsgürtels für männliche Träger dar
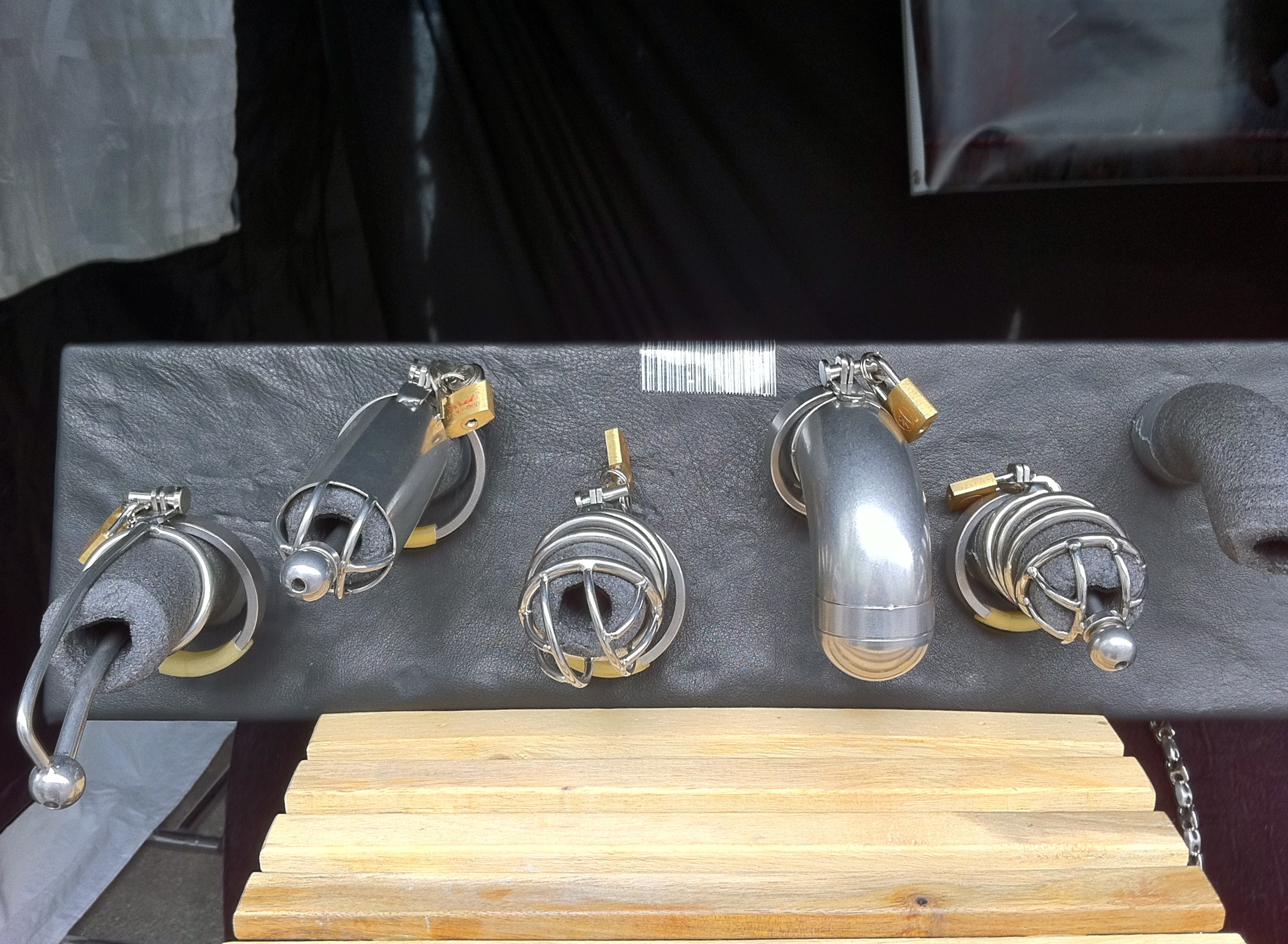
Auswahl von Keuschheitsgürteln für den Mann
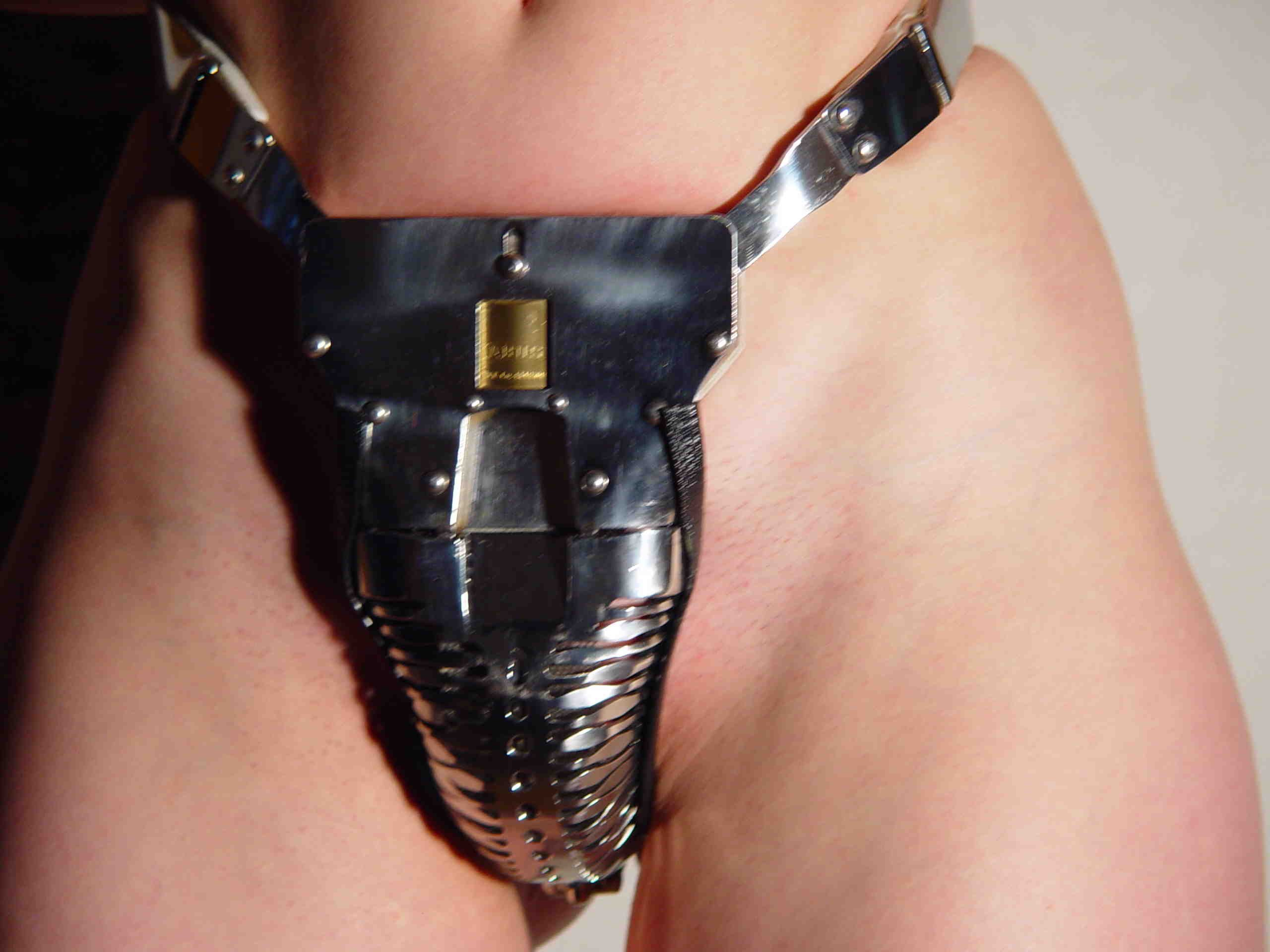
Moderner Keuschheitsgürtel für Frauen